# 레히네 벨라스케스

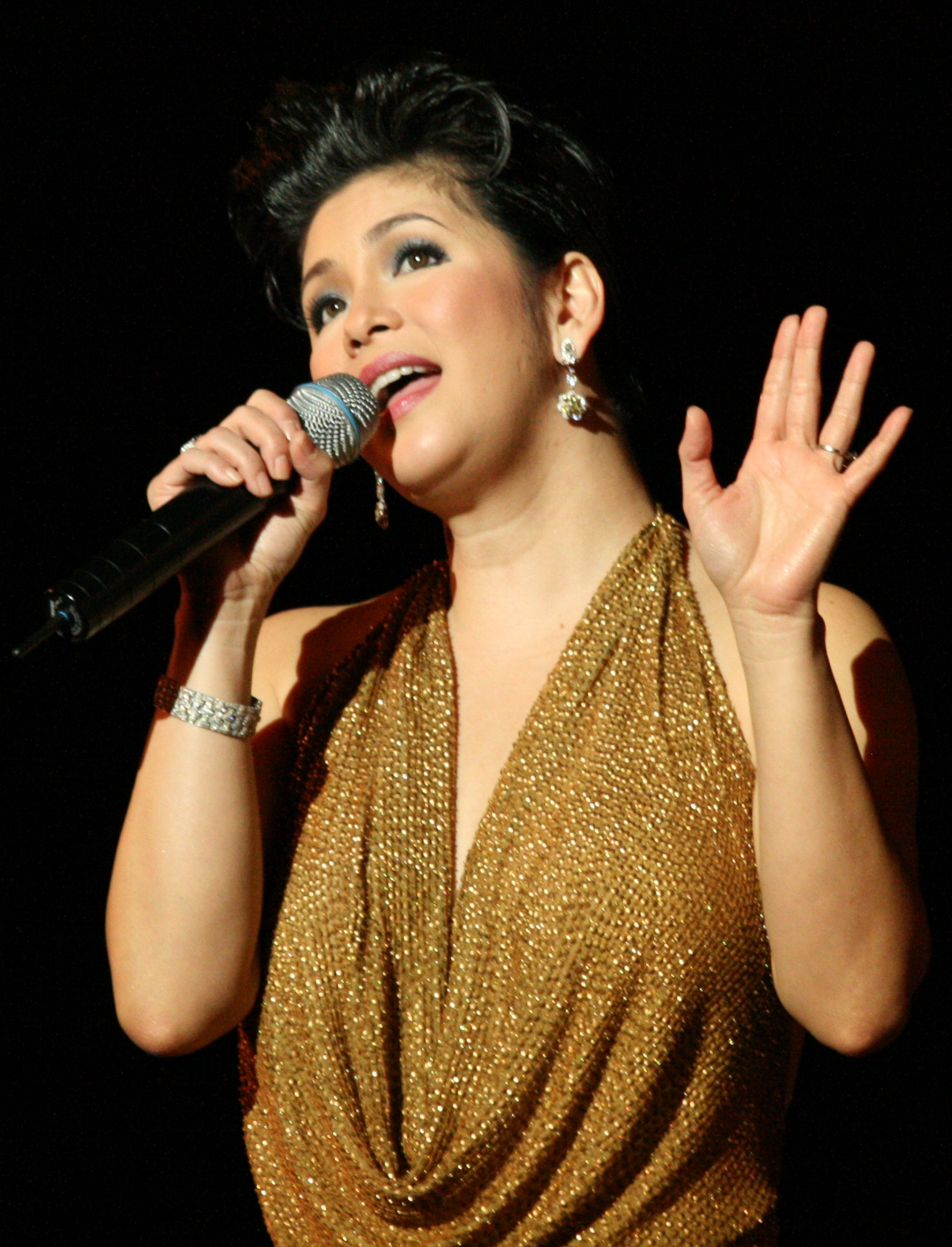

레히네 벨라스케스(스페인어: Regine Velásquez, 본명: 레히나 엥카르나시온 안송 벨라스케스알카시드 (Regina Encarnación Ansong Velásquez-Alcasid), 1970년 4월 22일 ~ )는 필리핀의 배우, 가수이다.